# Lívia
A Lívia a latin Líviusz férfinév női párja. Nemzetségnévből származik, jelentése bizonytalan, lehet: ólomszürke, kékes, vagy: irigy, rosszakaratú.

## Rokon nevek
- Liviána:[1] a Lívia olasz eredetű továbbképzése.[4]
- Livianna[1] a Liviána alakváltozata.[4]
- Lilla[1] a Lívia és a Lídia[1] régi magyar becézéséből alakult önálló névvé.[2]

## Gyakorisága
Az 1990-es években a Lívia ritka, a Liviána és a Livianna szórványos név, a 2000-es években nem szerepelnek a 100 leggyakoribb női név között, kivéve 2008-at, amikor a Lívia a 95. leggyakoribb női név volt.

## Névnapok
Lívia, Liviána, Livianna
- február 12.[4]
- október 14.[4]
- december 10.[4]

## Híres Líviák, Liviánák, Liviannák
- Livia Drusilla, Augustus felesége
- Gorka Lívia keramikus
- Görög Lívia műfordító (1920–2004)
- Gyarmathy Lívia filmrendező
- Járóka Lívia szociálantropológus, politikus
- Mohás Lívia magyar író, pszichológus
- Rév Lívia zongorista
- Rusz Lívia grafikus, festőművész, képregényrajzoló
- Warga Lívia opera-énekesnő
- Bujáki Lívia költő